# 林慧美 (籃球教練)
 林慧美（1981年12月11日—），臺東知本阿美族人，前臺灣女子籃球運動員，場上位置為前鋒，原為鐵人三項運動員，被高雄忠孝國中啟蒙教練魏建中在田徑場上挖掘，從國二開始改打籃球。

## 外部連結
- 林慧美在fiba.basketball（英语）
- 林慧美在fiba.basketball（英语）
- 林慧美在archive.fiba.com（archived）（英语）
- 林慧美在archive.fiba.com（archived）（英语）
- 林慧美在Eurobasket.com（球員）（英语）